# Halucinație

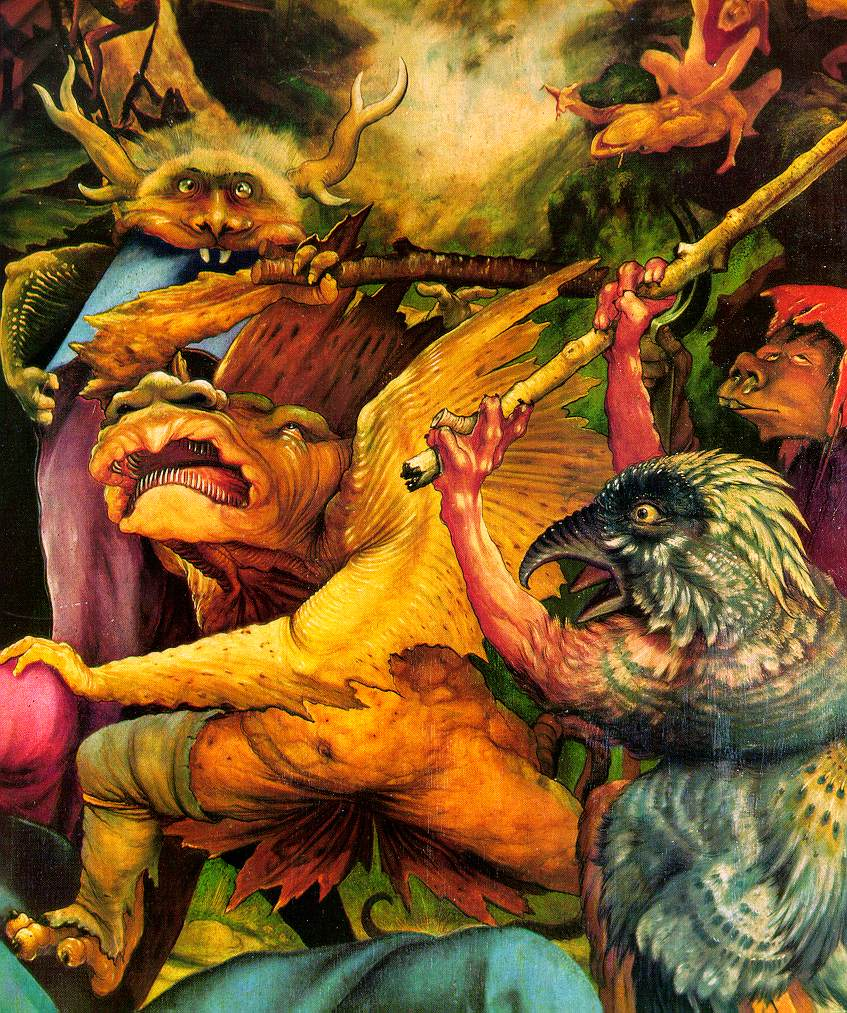
Imagine plastică a halucinației:
Ispitirea Sf. Anton, de Matthias Grünewald

Halucinația este o tulburare psihică prin care o percepție senzorială are loc în absența stimulului. Cu alte cuvinte, deși obiectul fizic nu există în realitate, acesta este perceput de subiect prin intermediul unuia din cele cinci simțuri. În situații mai rare, frica și paranoia cauzate de halucinații pot duce la comportamente și decizii periculoase, cum ar fi violența și sinuciderea.

## Cauze
Există o varietate mare de cauze care pot duce la apariția halucinațiilor. Dintre acestea, cele mai des întâlnite sunt:
- Expunerea extinsă la ultraviolete
- Sentimentul intens de frică
- Substanțe halucinogene
- Boala Parkinson[5][6][7][8]
- Schizofrenia[9][10]

## Clasificare
Halucinațiile se pot manifesta în mai multe feluri și au 

### Halucinații psihosenzoriale
- vizuale (de exemplu clarvederea[11])
- auditive
- olfactive și gustative
- tactile
- chinestezice

### Halucinații induse de droguri
Acest tip de halucinații poate fi indus de drogurile halucinogene, disociative și delirante. Anumite psihedelice, cum ar fi dietilamida acidului lisergic (LSD), dimetiltriptamina (DMT), psilocybe cubensis (ciuperci halucinogene) și salvia divinorum pot cauza halucinații de intensitate medie sau puternică.